# FIVB World League 2013 (kwalificatie)
Dit artikel gaat over de kwalificatie voor de FIVB World League 2013, een volleybaltoernooi voor landenteams.

## Deelnemende teams
| Team                   | Gekwalificeerd als                                                   |
| Tweede Ronde           | Tweede Ronde                                                         |
| ---------------------- | -------------------------------------------------------------------- |
| Japan                  | 15e plaats in de FIVB World League 2012                              |
| Portugal               | 16e plaats in de FIVB World League 2012                              |
| Eerste Ronde           |                                                                      |
| Egypte                 | Afrikaanse deelnemer (13e op de wereldranglijst)                     |
| Iran                   | Aziatische deelnemer (14e op de wereldranglijst)                     |
| Dominicaanse Republiek | Winnaar Pan-American Volleyball Cup 2012 (46e op de wereldranglijst) |
| Nederland              | Europese deelnemer (41e op de wereldranglijst)                       |

## Eerste ronde

### Eerste wedstrijd
- Beide wedstrijden in Rotterdam, Nederland.

|      |                        |     | Wedstrijden | Wedstrijden | Sets | Sets | Sets  | Set punten | Set punten | Set punten |
| Rank | Team                   | Pts | W           | L           | W    | L    | Ratio | W          | L          | Ratio      |
| ---- | ---------------------- | --- | ----------- | ----------- | ---- | ---- | ----- | ---------- | ---------- | ---------- |
| 1    | Nederland              | 5   | 2           | 0           | 6    | 2    | 3.000 | 195        | 181        | 1.077      |
| 2    | Dominicaanse Republiek | 1   | 2           | 2           | 2    | 6    | 0.333 | 181        | 195        | 0.928      |

| Datum       |           | Score |                        | Set 1 | Set 2 | Set 3 | Set 4 | Set 5 | Totaal  |
| ----------- | --------- | ----- | ---------------------- | ----- | ----- | ----- | ----- | ----- | ------- |
| 24 aug 2012 | Nederland | 3-0   | Dominicaanse Republiek | 25-22 | 25-22 | 25-21 |       |       | 75-65   |
| 25 aug 2012 | Nederland | 3-2   | Dominicaanse Republiek | 25-27 | 25-21 | 24-26 | 30-28 | 16-14 | 120-116 |

### Tweede wedstrijd
- Beide wedstrijden in Caïro, Egypte.

|      |        |     | Wedstrijden | Wedstrijden | Sets | Sets | Sets  | Set punten | Set punten | Set punten |
| Rank | Team   | Pts | W           | L           | W    | L    | Ratio | W          | L          | Ratio      |
| ---- | ------ | --- | ----------- | ----------- | ---- | ---- | ----- | ---------- | ---------- | ---------- |
| 1    | Iran   | 6   | 2           | 0           | 6    | 1    | 6.000 | 186        | 153        | 1.216      |
| 2    | Egypte | 0   | 0           | 2           | 1    | 6    | 0.167 | 153        | 186        | 0.823      |

| Datum  |        | Score |      | Set 1 | Set 2 | Set 3 | Set 4 | Set 5 | Totaal |
| ------ | ------ | ----- | ---- | ----- | ----- | ----- | ----- | ----- | ------ |
| 31 aug | Egypte | 0-3   | Iran | 31-33 | 22-25 | 19-25 |       |       | 72-83  |
| 2 sep  | Egypte | 1-3   | Iran | 12-25 | 30-28 | 17-25 | 22-25 |       | 81-103 |

## Tweede ronde
- Beide wedstrijden in Rotterdam, Nederland.

### Eerste wedstrijd
|      |           |     | Wedstrijden | Wedstrijden | Sets | Sets | Sets  | Set punten | Set punten | Set punten |
| Rank | Team      | Pts | W           | L           | W    | L    | Ratio | W          | L          | Ratio      |
| ---- | --------- | --- | ----------- | ----------- | ---- | ---- | ----- | ---------- | ---------- | ---------- |
| 1    | Nederland | 4   | 2           | 0           | 6    | 4    | 1.500 | 219        | 223        | 0.982      |
| 2    | Portugal  | 2   | 0           | 2           | 4    | 6    | 0.667 | 223        | 219        | 1.018      |

| Datum |           | Score |          | Set 1 | Set 2 | Set 3 | Set 4 | Set 5 | Totaal  |
| ----- | --------- | ----- | -------- | ----- | ----- | ----- | ----- | ----- | ------- |
| 1 sep | Nederland | 3-2   | Portugal | 26-24 | 25-23 | 24-26 | 22-25 | 20-18 | 117-116 |
| 2 sep | Nederland | 3-2   | Portugal | 20-25 | 25-23 | 17-25 | 25-21 | 15-13 | 102-107 |

- Nederland plaatst zich voor de FIVB World League 2013
- Portugal  plaatst zich voor de FIVB World League 2013

### Tweede wedstrijd
|      |       |     | Wedstrijden | Wedstrijden | Sets | Sets | Sets  | Set punten | Set punten | Set punten |
| Rank | Team  | Pts | W           | L           | W    | L    | Ratio | W          | L          | Ratio      |
| ---- | ----- | --- | ----------- | ----------- | ---- | ---- | ----- | ---------- | ---------- | ---------- |
| 1    | Iran  | 6   | 2           | 0           | 6    | 0    | MAX   | 150        | 110        |            |
| 2    | Japan | 0   | 0           | 2           | 0    | 6    |       | 110        | 150        |            |

| Datum |      | Score |       | Set 1 | Set 2 | Set 3 | Set 4 | Set 5 | Totaal |
| ----- | ---- | ----- | ----- | ----- | ----- | ----- | ----- | ----- | ------ |
| 7 sep | Iran | 3-0   | Japan | 25-19 | 25-14 | 25-23 |       |       | 75-56  |
| 9 sep | Iran | 3-0   | Japan | 25-16 | 25-17 | 25-21 |       |       | 75-54  |

- Iran plaatst zich voor de FIVB World League 2013